# SN 2012im
SN 2012im, est une supernova de type Ic située dans la galaxie spirale NGC 6984 et découverte en 2012 par le télescope Hubble.